# جوني جونسون (لاعب كرة قاعدة)
جوني جونسون (بالإنجليزية: Johnny Johnson)‏ هو لاعب كرة قاعدة أمريكي، ولد في 29 سبتمبر 1914 في بيلمور في الولايات المتحدة، وتوفي في 26 يونيو 1991 في آيرون ماونتن في الولايات المتحدة.

## وصلات خارجية
- جوني جونسون على موقعبيزبول رفرنس.كوم (الدوري الرئيسي) (الإنجليزية)